# Otto Prutscher

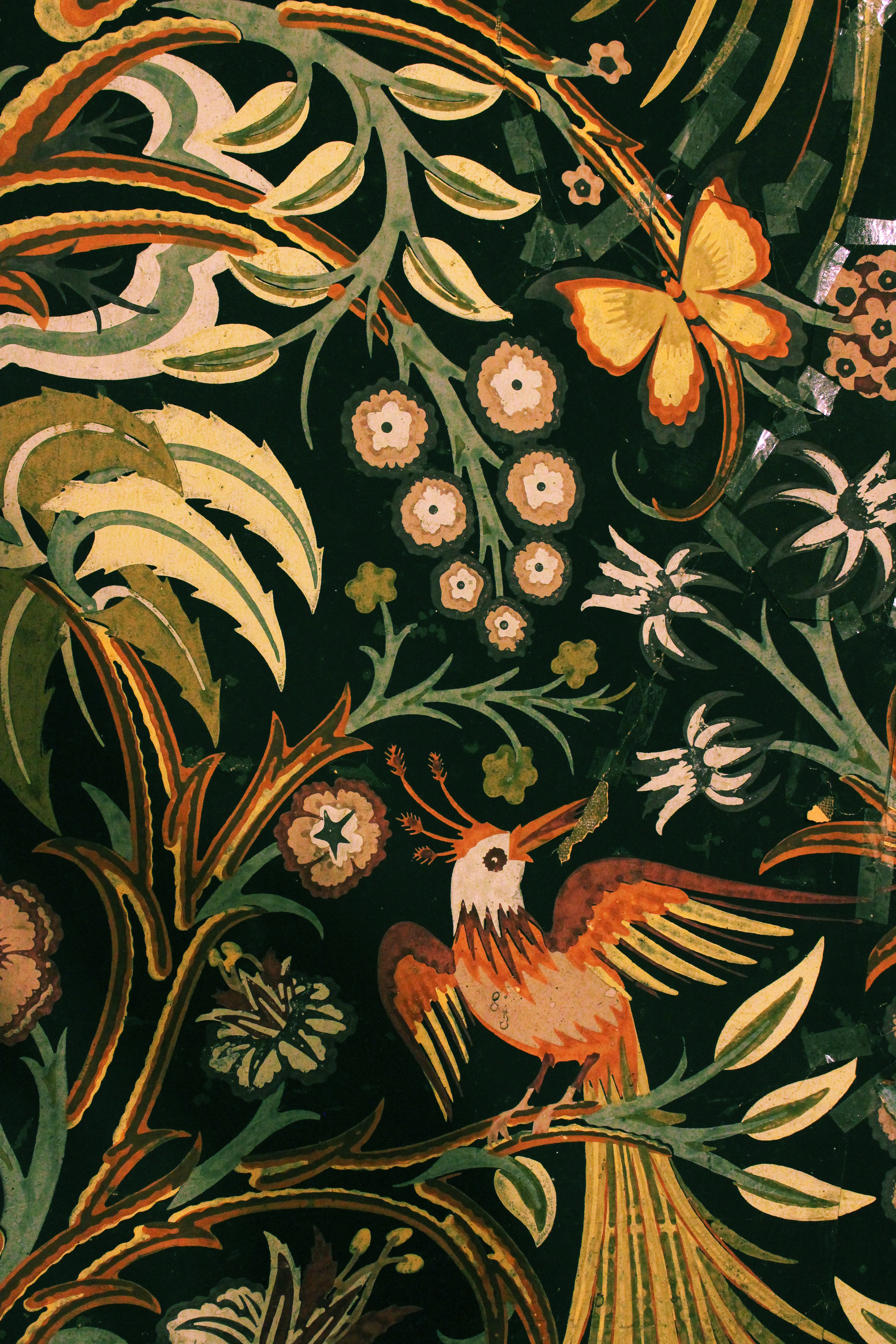
Tapete im Annahof (1910)

Otto Prutscher (* 7. April 1880 in Wien, Österreich-Ungarn; † 15. Februar 1949 ebenda) war ein österreichischer Architekt und Kunsthandwerker.

## Leben
Otto Prutscher war der Sohn des Tischlermeisters Johann Prutscher und dessen Frau Maria Tondl, sein älterer Bruder war der Architekt Hans Prutscher. Er besuchte nach einer Tischlerlehre bei seinem Vater von 1895 bis 1897 zunächst eine Fachhochschule für Holzindustrie und machte 1895 eine Studienreise nach Paris und London. Anschließend studierte er 1897–1901 an der Kunstgewerbeschule, wo er Schüler von Franz Matsch und Josef Hoffmann war.

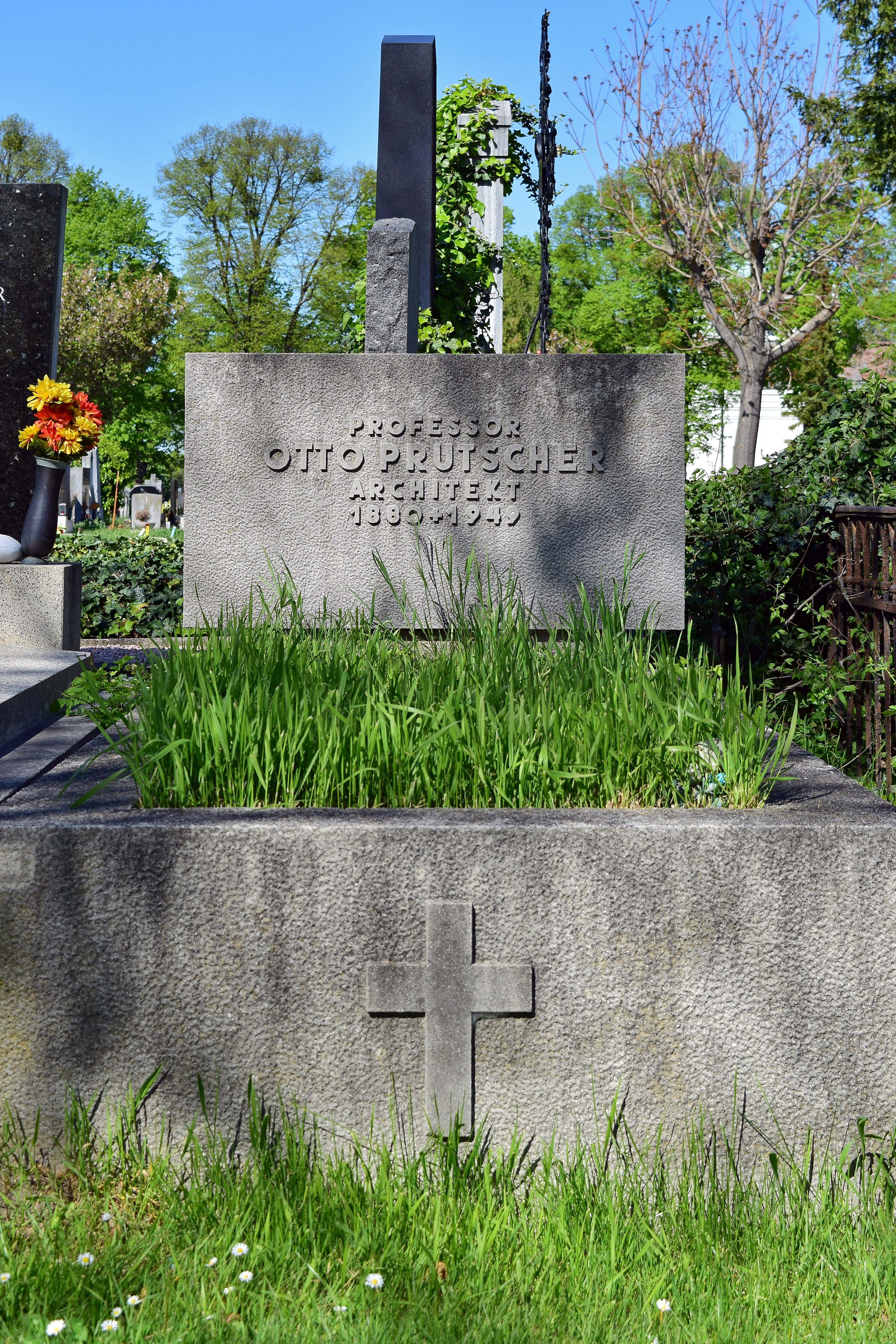
Ehrenhalber gewidmetes Grab auf dem Wiener Zentralfriedhof

Bereits ab 1902 lehrte er an der Graphischen Lehr- und Versuchsanstalt und ab 1909 als Professor an der Wiener Kunstgewerbeschule bis 1938, später wieder von 1945 bis 1946. Er war Mitarbeiter der Wiener Werkstätte und gestaltete für die Kunstschau 1908 in Wien einen eigenen Raum. Von 1922 bis 1941 war er Mitglied des Wiener Künstlerhauses. Prutscher arbeitete bei der Zeitschrift Interieur mit und nahm an zahlreichen Ausstellungen teil.
1911 heiratete er Helene Süßmandl, mit der er zwei Töchter hatte. Aufgrund der jüdischen Herkunft seiner Ehefrau wurde Otto Prutscher 1939 zwangspensioniert. Das Ehepaar konnte aber während der Kriegszeit unbehelligt in Wien leben. 1947 erhielt er den Österreichischen Staatspreis für Architektur. Nach seinem Tod 1949 erhielt er ein ehrenhalber gewidmetes Grab auf dem Wiener Zentralfriedhof (Gruppe 12 C, Reihe 16, Nr. 1).

## Leistung
Prutscher war ein vielbeschäftigter Architekt und führender Kunstgewerbetreibender Wiens am Anfang des 20. Jahrhunderts. Er schuf einige große Wohnhausanlagen im Roten Wien sowie Einfamilienhäuser und Inneneinrichtungen. Er gestaltete Möbel, beispielsweise für Jacob & Josef Kohn und Thonet, Schmuck, Porzellan, Glas, Besteck, Bucheinbände und Textilien für die Wiener Werkstätte, J. & L. Lobmeyr. Zu seinen Hauptaufgaben zählten die Planung und Ausstattung von Wohn- und Geschäftshäusern. Sein Nachlass im MAK – Museum für angewandte Kunst Wien umfasst Pläne und Architekturfotografien ebenso wie Originalentwürfe für Möbelstücke und kunstgewerbliche Objekte. Das Museum widmete ihm 2019/2020 eine eigene Ausstellung (Otto Prutscher. Allgestalter der Wiener Moderne, 20. November 2019 – 17. Mai 2020).

## Werke

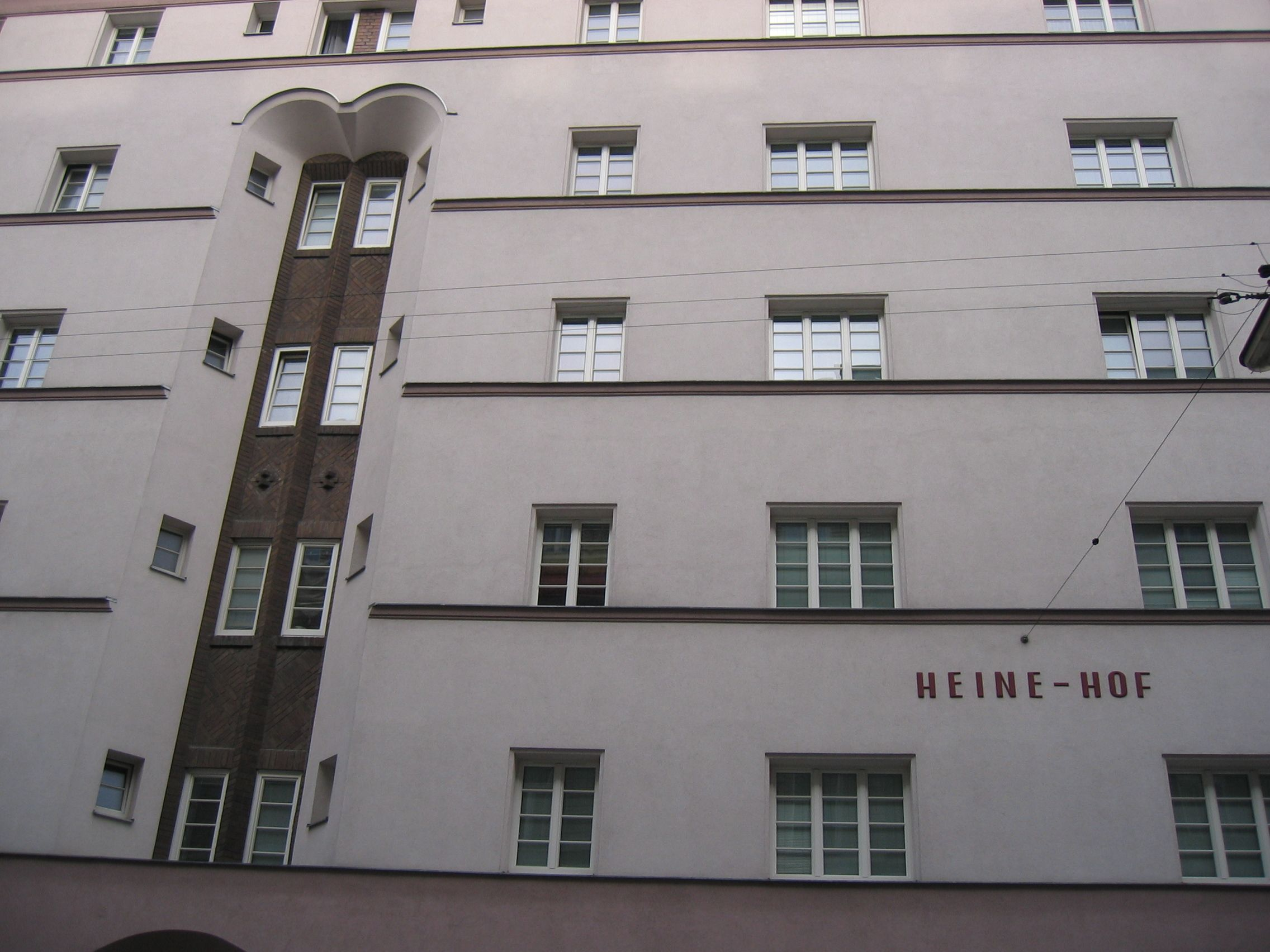
Heinehof

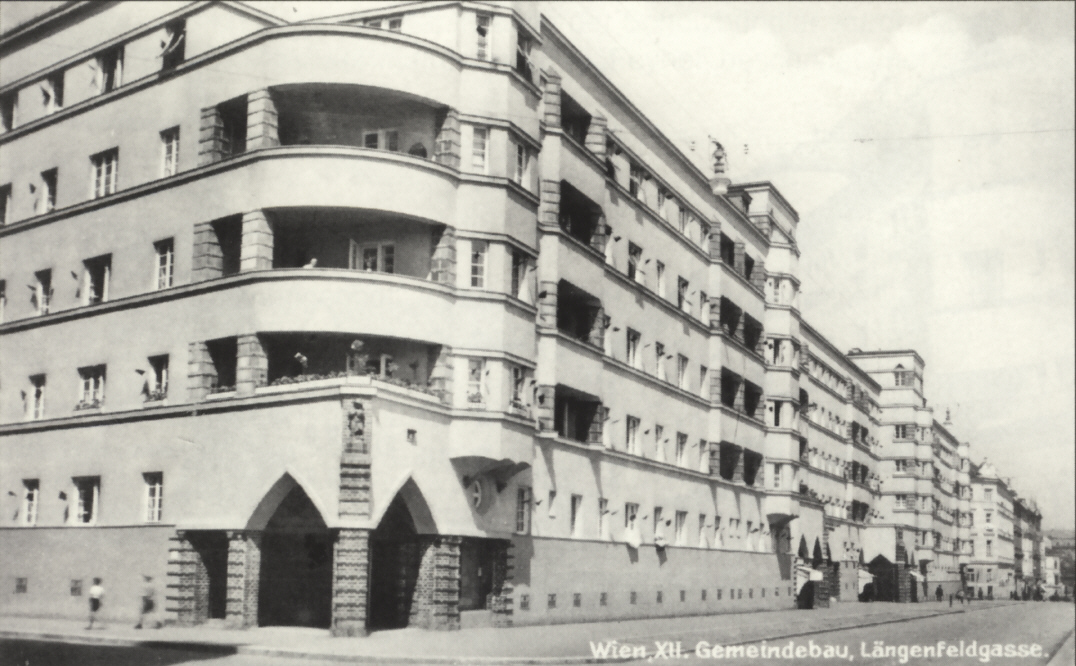
Lorenshof (Ansichtskarte von 1930)

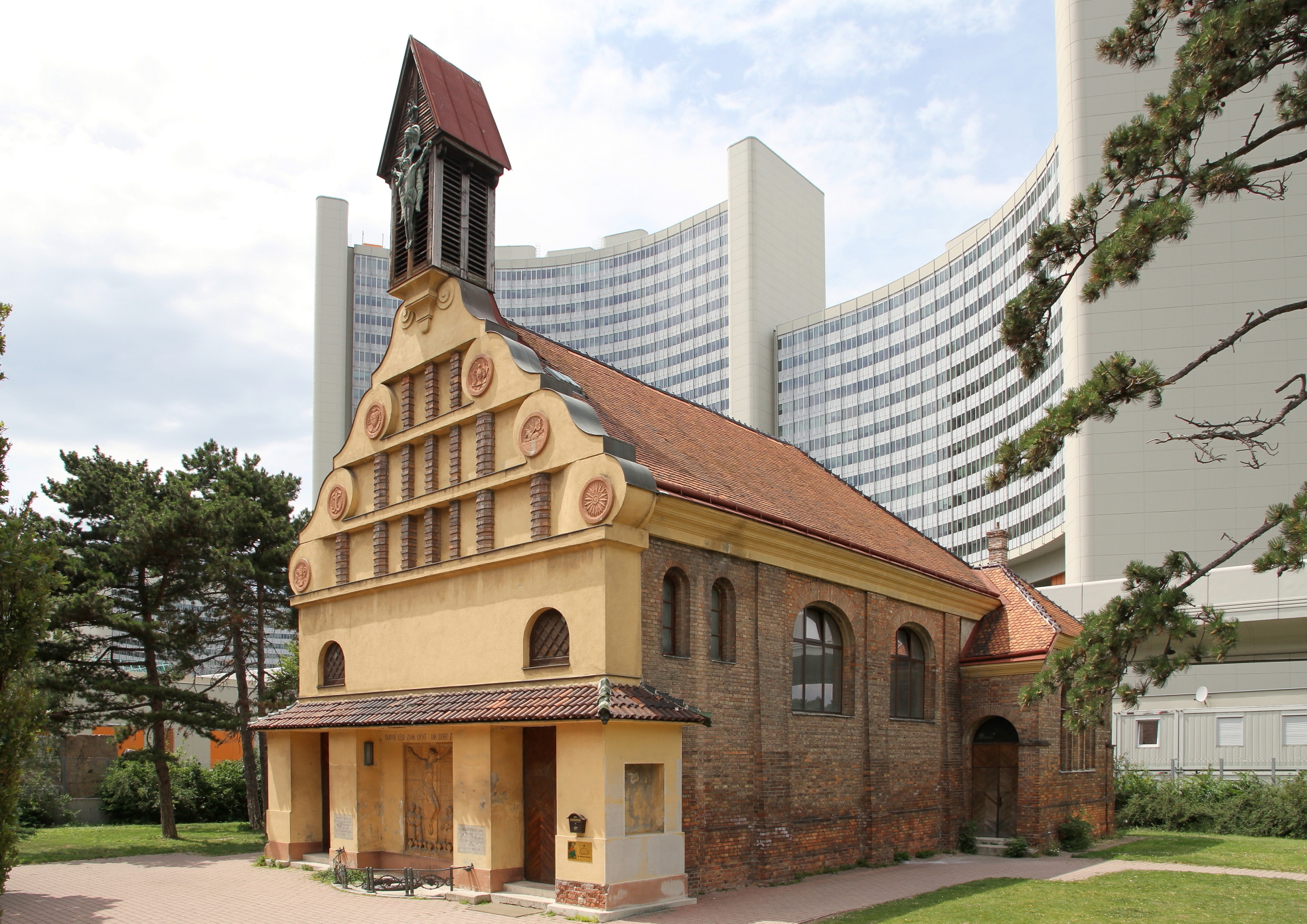
„Russenkirche“ (1915/17), Wien 22

- Miethaus, Wien 14, Salisstraße 3, 1904
- Geschäftslokal der Hutfabrik P. & C. Habig, Wiedner Hauptstraße, um 1910
- Geschäftslokal der Bettwarenfirma Anton Böck, Kärntner Straße, um 1910
- Geschäftslokal der Leder- und Bronzenfirma Munk, Stephansplatz, um 1910
- Villa Moriz Rothberger samt Gartenanlage, Baden, Friedrichstraße 14 (auch: Radetzkystraße 10), 1912[3][4][Anm. 1]
- Landhaus Rudolf Bienenfeld samt Gartenanlage, Baden bei Wien, Radetzkystraße 4, 1912–13[5][4]
- Haus Theodor Flemmich in Jägerndorf (heute: Krnov), Österreichisch-Schlesien, 1914–15
- Haus Dr. Friedrich Benesch, Kaulbachstraße 8, 1914–15
- Inneneinrichtung des Dianabades, 1913–17 (1967 abgebrochen)
- Russenkirche, Wien, 1917
- Haus Arnfelser, Gleisdorf, 1919
- Villa Knopf, Braungasse 44, 1919–22[6]
- Inneneinrichtung der Wohnung Dr. Franz Kindler, Wien-Mariahilf, 1920[7]
- Geschäftslokal und Inneneinrichtung der Möbelfabrik Knobloch, Karl-Schweighofer-Gasse 10–12, 1921
- Villa Hübl, Rooseveltova 2, Ústí nad Labem, 1923–24[8]
- Wohnhausanlage Heinehof, Stöbergasse 4–20, Wien-Margareten, 1925
- Wohnhausanlage Lorenshof, Längenfeldgasse 14–18, Wien-Meidling, 1927
- Wohnhausanlage Hermann-Fischer-Hof, 1928
- Wohnhausanlage Harkortstraße 4, 1928–29
- Wohnhausanlage Eiflerhof, 1929
- Erweiterung eines Kirchenbaus, Murlingengasse, 1931
- Wohnhaus Dr. Otto Wertheim, Mariazell, 1932
- Landhaus Kapsch, Mitterbach, 1932
- Landhaus Cerny, Erlaufsee, 1932
- Café Palace, 1933 (zerstört)
- Geschäftseinrichtung der Firma Piccini am Naschmarkt, 1934
- Villa Kremenezky, Altaussee, 1936
- Entwürfe für die Firmen Backhausen und Thonet
- Villen und Wohnhäuser in Baden, Mitterbach, Mariazell und in Jägerndorf in Schlesien
- Boulevardtheater im St. Annahof in der Annagasse, Wien, Innere Stadt